# Magnus Gabriel Hård
Magnus Gabriel Hård (Magnus Gabriel Hård af Segerstad), född 1689, död 1744 på Gudhammar i Hova socken, var en svensk löjtnant och godsägare. 
Han var son till generalmajoren Per Hård och Birgitta Lilliehök. Magnus Gabriel förblev ogift. Han valde som sin far att försöka sig på en militär karriär och utsågs till fänrik vid livgardet 1709 och löjtnant 1710, efter viss vantrivsel valde han att begära avsked 1713 för att arbeta vid släktens gårdar. Från 1729 var han ägare till Gudhammar, Kroppfjäll och Wahlaholm och titulerades kapten av personalen vid egendomen.